# Thevenotia
Thevenotia DC., 1833 è un genere di piante angiosperme dicotiledoni della famiglia delle Asteraceae.

## Descrizione
Le specie di questa sottotribù sono erbacee annuali.
Le foglie, disposte in modo alterno, si presentano bianco-tomentose o lanose con delle prominenti vene superficiali. La forma è pennata con denti spinosi. La consistenza è coriacea, talvolta carnosa.
Le infiorescenze sono composte da capolini per lo più solitari e avvolti da vistose brattee simili a foglie. I capolini, omogami, di tipo discoide, sono formati da un involucro a forma più o meno cilindrica composto da brattee (o squame) all'interno delle quali un ricettacolo fa da base ai fiori tutti tubulosi (in alcuni casi sono presenti anche dei fiori radiati). Le brattee dell'involucro disposte su più serie in modo embricato hanno forme diverse: quelle esterne sono lanose e dentato-spinulose; quelle del mezzo sono intere con forme oblunghe; quelle più interne sono spinose e colorate di porpora scuro. Il ricettacolo è densamente ricoperto con scaglie fimbriate, connate alla base.
I fiori sono principalmente del tipo tubuloso. I fiori sono tetra-ciclici (ossia sono presenti 4 verticilli: calice – corolla – androceo – gineceo) e pentameri (ogni verticillo ha 5 elementi). I fiori sono ermafroditi e actinomorfi. Molto raramente sono presenti dei fiori periferici radiati e sterili.
- Formula fiorale:

- /x K {\displaystyle \infty }, [C (5), A (5)], G 2 (infero), achenio

Calice: i sepali del calice sono ridotti ad una coroncina di squame.
Corolla: le corolle dei fiori in genere sono corte. Il colore è porpora.
Androceo: gli stami sono 5 con filamenti liberi, distinti e glabri, mentre le antere sono saldate in un manicotto (o tubo) circondante lo stilo. Le antere hanno delle lunghe appendici sericee.
Gineceo: lo stilo è filiforme e corto; gli stigmi dello stilo sono due divergenti. L'ovario è infero uniloculare formato da 2 carpelli.
Il frutto è un achenio con un pappo. L'achenio, con forme obconiche-oblunghe è densamente sericeo e il pericarpo è di tipo parenchimatico. Il pappo (persistente o deciduo) è formato da vistose setole piumose spesso connate alla base.

## Biologia
- Impollinazione: l'impollinazione avviene tramite insetti (impollinazione entomogama).
- Riproduzione: la fecondazione avviene fondamentalmente tramite l'impollinazione dei fiori (vedi sopra).
- Dispersione: i semi cadendo a terra (dopo essere stati trasportati per alcuni metri dal vento per merito del pappo – disseminazione anemocora) sono successivamente dispersi soprattutto da insetti tipo formiche (disseminazione mirmecoria).

## Distribuzione
Le specie di questo genere si trovano nei seguenti stati: Afghanistan, Iran, Iraq, Kazakistan, Pakistan, Tagikistan, Turkmenistan e Uzbekistan.

## Tassonomia
La famiglia di appartenenza di questa voce (Asteraceae o Compositae, nomen conservandum) probabilmente originaria del Sud America, è la più numerosa del mondo vegetale, comprende oltre 23.000 specie distribuite su 1.535 generi, oppure 22.750 specie e 1.530 generi secondo altre fonti (una delle checklist più aggiornata elenca fino a 1.679 generi). La famiglia attualmente (2021) è divisa in 16 sottofamiglie.
La tribù Cardueae a sua volta è suddivisa in 12 sottotribù (la sottotribù Carlininae è una di queste).

### Filogenesi
Nell'ambito della sottotribù questo genere occupa, da un punto di vista filogenetico, una posizione più o meno centrale.
I caratteri morfologici distintivi per le specie di questo genere sono: il ciclo biologico delle piante è annuale; le brattee più interne dell'involucro hanno gli apici con spine; il ricettacolo possiede delle scaglie connate che racchiudono gli acheni; le brattee più interne dell'involucro sono ben visibili e raramente sono assenti.

### Elenco delle specie
Il genere comprende le seguenti 2 specie:
- Thevenotia persica DC.
- Thevenotia scabra Boiss.